# FHD - Free Hardware Distribution
El hardware libre es un movimiento creado con el fin de divulgar tanto los diagramas electrónicos como sus PCB y sus fuentes (si las tuviese). 
De esta forma igual que el software libre, se puede bajar el diagrama circuital, su PCB y su firmware para estudiarlo y modificarlo según el usuario lo requiera o bien modificarlo para mejorarlo. Se maneja con las mismas 4 leyes del software libre.

## Ejemplos
Bajar un proyecto de electrónica (código fuente de un microcontrolador junto con su diagrama circuital), no solo con el fin de poder usarlo libremente sino también poder modificarlo y mejorarlo, para que otras personas puedan utilizar este proyecto mejorado y a su vez puedan bajarlo a sus ordenadores y a su vez mejorarlos aún más.